# Este (São Pedro e São Mamede)
Este (São Pedro e São Mamede) (oficialmente: União das Freguesias de Este (São Pedro e São Mamede)) é uma freguesia portuguesa do município de Braga, com 9,8 km² de área e 4066 habitantes (censo de 2021). A sua densidade populacional é 414,9 hab./km².

## História
Foi constituída em 2013, no âmbito de uma reforma administrativa nacional, pela agregação das antigas freguesias de São Pedro de Este e São Mamede de Este e tem a sede em São Pedro de Este.

## Demografia
A população registada nos censos foi:
| Distribuição da População por Grupos Etários | Distribuição da População por Grupos Etários | Distribuição da População por Grupos Etários | Distribuição da População por Grupos Etários | Distribuição da População por Grupos Etários |
| -------------------------------------------- | -------------------------------------------- | -------------------------------------------- | -------------------------------------------- | -------------------------------------------- |
| Ano                                          | 0-14 Anos                                    | 15-24 Anos                                   | 25-64 Anos                                   | > 65 Anos                                    |
| 2001                                         | 644                                          | 626                                          | 1837                                         | 408                                          |
| 2011                                         | 647                                          | 469                                          | 2200                                         | 521                                          |
| 2021                                         | 611                                          | 183                                          | 2225                                         | 747                                          |

À data da junção das freguesias, a população registada no censo anterior (2011) foi:
| Freguesia atual               | Freguesia atual  | Freguesia atual | Freguesias antigas | Freguesias antigas | Freguesias antigas |
| Freguesia                     | População (2011) | Área (km²)      | Freguesia          | População (2011)   | Área (km²)         |
| ----------------------------- | ---------------- | --------------- | ------------------ | ------------------ | ------------------ |
| Este (São Pedro e São Mamede) | 3837             | 9,8             | São Pedro de Este  | 2048               | 3,24               |
| Este (São Pedro e São Mamede) | 3837             | 9,8             | São Mamede de Este | 1789               | 6,56               |